# TELC
Certyfikaty TELC (The European Language Certificates) – międzynarodowe standaryzowane testy z zakresu 10 języków europejskich. Organizatorem egzaminów jest telc GmbH z siedzibą we Frankfurcie nad Menem. W ofercie telc GmbH aktualnie znajduje się ponad 70 certyfikatów o różnym zakresie i stopniu skomplikowania. Wszystkie egzaminy przeprowadzane przez telc GmbH są zgodne z  Europejskim Systemem Opisu Kształcenia Językowego (The Common European Framework of Reference for Languages, CEFR). 
Testy językowe TELC można zdawać w jednym z następujących języków: angielski, niemiecki, turecki, hiszpański, francuski, włoski, portugalski, rosyjski, polski i arabski. Egzaminy odbywają się w ponad 3000 ośrodków w 20 krajach -  w tym w licznych prywatnych szkołach językowych. Daty egzaminów mogą być ustalane niezależnie przez każdy ośrodek egzaminacyjny, to samo dotyczy cen w poszczególnych centrach testowych. Wyniki testów są dostępne po około 4-6 tygodniach, a certyfikaty TELC są ważne bezterminowo.

## Charakterystyka TELC
Testy językowe TELC charakteryzują się następującymi cechami:
- test TELC sprawdza zdolność słuchania, czytania, pisania i mówienia w 10 językach,
- egzaminy TELC są dopasowane do założeń CEFR: uczenie się, nauczanie i ocena,
- W Niemczech telc GmbH jest wyłącznym partnerem rządu federalnego w zakresie testów językowych podjętych po zakończeniu kursów integracyjnych dla migrantów,
- W Niemczech certyfikaty TELC są uznawane za oficjalny dowód kompetencji języka niemieckiego dla osób ubiegających się o uzyskanie obywatelstwa,
- W Polsce certyfikat TELC jest uznawany za dowód kompetencji językowych kandydatów do służby cywilnej,
- Na Węgrzech studenci muszą udowodnić kompetencje językowe na poziomie B2, aby uzyskać stopień uniwersytecki. Egzaminy TELC mają w tym kraju państwową akredytację,
- W Szwajcarii certyfikaty TELC są akceptowane jako warunek wstępny konieczny do uzyskania obywatelstwa szwajcarskiego.

## Struktura testu TELC
Wszyscy kandydaci muszą ukończyć cztery moduły testu (czytanie, pisanie, słuchanie i mówienie), aby uzyskać końcową punktację. Egzamin pisemny obejmuje teksty do czytania i słuchania ze zrozumieniem (ogólne i szczegółowe), wykonanie testu wielokrotnego wyboru, jak również napisanie formalnego/nieformalnego listu czy uzupełnienie formularzy/prostej odpowiedzi na ogłoszenie, natomiast egzamin ustny polega na przeprowadzeniu rozmowy w danym języku z innym kandydatem. Cały test trwa około 160-170 minut, a maksymalna możliwa do uzyskania liczba punktów wynosi 300, przy czym za część pisemną można uzyskać 225 punktów, natomiast za część ustną 75.

## Certyfikat TELC
Egzaminy i certyfikaty są dostępne na wszystkich poziomach zgodnych z CEFR (czyli od A1 do C2). Dodatkowo kandydaci podchodzący do egzaminów na poziomach A2, A2-B1, B1 i B2 mogą zdawać egzamin „szkolny”, który jest przeznaczony dla uczniów w wieku od 12 do 16 lat. Kandydaci na poziomach A2-B2, B1, B1-B2, B2 i B2-C1 mogą zdawać egzamin biznesowy, który został opracowany dla osób chcących uzyskać potwierdzenie swych kompetencji językowych w zakresie różnorodnych współczesnych sytuacji biznesowych. Na poziomie B1 kandydaci mogą także zdawać test o profilu hotelarsko-restauracyjnym, przeznaczony dla osób chcących potwierdzić swe kompetencje językowe w tego rodzaju otoczeniu. Dostępny jest również egzamin techniczny (na poziomie B2), przeznaczony dla zaawansowanych kandydatów wykonujących zawody techniczne.